# Stereodon propinquus
Stereodon propinquus là một loài Rêu trong họ Hypnaceae. Loài này được (Harv.) Mitt. mô tả khoa học đầu tiên năm 1859.